# Ralf Brudel
Ralf Brudel (Potsdam, RDA, 6 de febrero de 1963) es un deportista alemán que compitió para la RDA en remo.
Participó en dos Juegos Olímpicos de Verano, obteniendo dos medallas, oro en Seúl 1988 y plata en Barcelona 1992, en la prueba de cuatro con timonel.
Ganó seis medallas en el Campeonato Mundial de Remo entre los años 1982 y 1990.

## Palmarés internacional
| Representando a la RDA   |                          |                   |                    |
| Juegos Olímpicos         |                          |                   |                    |
| Año                      | Lugar                    | Medalla           | Prueba             |
| 1988                     | Seúl (Corea del Sur)     | Medalla de oro    | Cuatro sin timonel |
| Campeonato Mundial       |                          |                   |                    |
| Año                      | Lugar                    | Medalla           | Prueba             |
| 1982                     | Lucerna (Suiza)          | Medalla de plata  | Ocho con timonel   |
| 1983                     | Duisburgo (RFA)          | Medalla de plata  | Ocho con timonel   |
| 1986                     | Nottingham (Reino Unido) | Medalla de bronce | Cuatro sin timonel |
| 1987                     | Copenhague (Dinamarca)   | Medalla de oro    | Cuatro sin timonel |
| 1989                     | Bled (Yugoslavia)        | Medalla de oro    | Cuatro sin timonel |
| 1990                     | Tasmania (Australia)     | Medalla de bronce | Cuatro sin timonel |
| Representando a Alemania |                          |                   |                    |
| Juegos Olímpicos         |                          |                   |                    |
| Año                      | Lugar                    | Medalla           | Prueba             |
| 1992                     | Barcelona (España)       | Medalla de plata  | Cuatro con timonel |